# Izabela Kuna
Izabela Kuna (nacida el 25 de noviembre de 1970 en Tomaszów Mazowiecki) es una actriz polaca de cine, televisión y teatro, además de bloguera.

## Vida y carrera
Nació el 25 de noviembre de 1970 en Tomaszów Mazowiecki. En 1989 se graduó en el instituto número 2 Stefan Żeromski de Tomaszów Mazowiecki. En 1993 se graduó en la Escuela Nacional de Cine, Televisión y Teatro en Lodz.
En 2004 ganó el Gran Premio en el Festival "Dos Teatros" de Sopot por su papel en la obra Łucja i jej dzieci. Ganó popularidad al aparecer en telenovelas como Barwy szczęścia transmitida por el canal TVP2. En 2013 publicó su primer libro titulado Klara. Protagonizó numerosas películas, incluida la película de Krzysztof Krauze de 1999 The Debt, la película de Małgorzata Szumowska de 2008 33 Scenes from Life, la película dramática de temática LGBT de Tomasz Wasilewski de 2013 Floating Skyscrapers, la película dramática histórica de Wojciech Smarzowski de 2016 Volinia, la película biográfica de Marie Noëlle de 2016 Marie Curie: The Courage of Knowledge y la película dramática de Wojciech Smarzowski de 2018 Kler.

## Apariciones en cine y televisión
- 1995: Archiwista como Krystyna Wagner
- 1996: Ekstradycja 2 como agente de UOP (episodio 2)
- 1996: Dom como reportero de TV (episodio 16)
- 1997: Historie miłosne como monja
- 1997–1999: Klan como Ewa Kowalik
- 1999: Na koniec świata como modelo de Wiktor
- 1999: The Debt como esposa de Matczak
- 2002: Psie serce como Dorota
- 2003: M jak miłość como enfermera
- 2003: Kasia i Tomek (temporada 2) como Lena (episodio 6)
- 2003: Daleko od noszy como Krystyna Nosoń (episodio 4)
- 2003: Ciało como hermana Felicyta
- 2003–2007: Na Wspólnej como Aneta Czarnecka
- 2004: Talki z resztą como Marta Boniatowska (episodio 6)
- 2004: Plebania como Bożena Paprocka
- 2004: Na dobre i na złe como Beata Skowron (episodio 200)
- 2004: Kryminalni Anny Szennert's neighbour (episodio 8)
- 2005–2006: Tango z aniołem como Ewa Rynwid
- 2006: Jan Paweł II como Emilia Wojtyła
- 2006: Magda M. como Edyta Garnicka (episodio 31)
- 2006: Job, czyli ostatnia szara komórka como madre de Chemik
- 2007: Prawo miasta como Emilia Gralczyk
- 2007: Jak to jest być moją matką como Monika Motyka
- 2007: Hindenburg: The Untold Story como Mathilda Doehner
- 2007: Ekipa como directora en el hospital de niños
- 2007: Cztery poziomo como esposa de Łańcuszek
- 2007–2016: Barwy szczęścia como Maria Pyrka-Złota
- 2008: Lejdis como Gośka
- 2008: 33 sceny z życia como Kaśka
- 2009: Złoty środek como Ula
- 2009: Miłość na wybiegu como Ilona
- 2009: Idealny facet dla mojej dziewczyny como Klara Rojek
- 2009: Galerianki como madre de Alicja
- 2010: Śniadanie do łóżka como Ewa
- 2010–2011: Szpilki na Giewoncie como Eliza Morawska
- 2010: Lincz como Jagoda Słota
- 2010: Joanna como Ewa
- 2011: Popatrz na mnie como Agnieszka
- 2011: Pokaż, kotku, co masz w środku como Alicja
- 2011: Komisarz Alex Ewa Malczewska (episodio 3)
- 2012: Supermarket como Bogusia Warecka
- 2012, 2014–2015: Krew z krwi como Sandra Kozłowska
- 2012–2013: Piąty Stadion como Joanna
- 2013: Wspomnienie poprzedniego lata como Krystyna
- 2013: Run Boy Run como Kowalska
- 2013: Floating Skyscrapers como Krystyna
- 2013: Ojciec Mateusz como Hanna Waga (episodio 113)
- 2013: Drogówka como Ewa
- 2014: Warsaw by Night como Iga
- 2014: The Mighty Angel como Katarzyna
- 2014: Kochanie, chyba cię zabiłem como Janina Pokojska
- 2014: Baron24 como Sylwia Baron
- 2015: Web Therapy como Roma Dudek (episodio 4)
- 2015: Na dobre i na złe como Danka (episodio 600)
- 2015: Singielka como Dorota Łapacka
- 2016: Volinia como Głowacka
- 2016: Szatan kazał tańczyć como Monika
- 2016: Marie Curie: The Courage of Knowledge como Bronisława Skłodowska
- 2017: Spitsbergen como madre de Julka
- 2017: PolandJa como Jola
- 2017: Miasto skarbów como "Mother"
- 2017: Listy do M. 3 como Agata
- 2017: Komisarz Alex como Wiktoria Książek (episodio 113)
- 2017: Dom pełen zmian como Magda Malinowska
- 2017: Amok como Lidia
- 2017: Ach śpij kochanie como Jadwiga Suchowa
- 2018: Za marzenia como madre de Bartek
- 2018: Trzecia połowa como Joanna Konopka (episodio 8)
- 2018: Pitbull. Ostatni pies como Regina
- 2018: Drogi wolności como Janina Biernacka
- 2018: Kler como profesora de ética
- 2023: El curandero como Eleonora